# 7554 Johnspencer
7554 Johnspencer este un asteroid din centura principală de asteroizi.

## Descriere
7554 Johnspencer este un asteroid din centura principală de asteroizi. A fost descoperit pe 5 aprilie 1981 la Stația Anderson Mesa de Edward L. G. Bowell. El prezintă o orbită caracterizată de o semiaxă mare de 3,14 ua, o excentricitate de 0,27 și o înclinație de 13,7° în raport cu ecliptica.